# Museu d'Antiguitats Egípcies

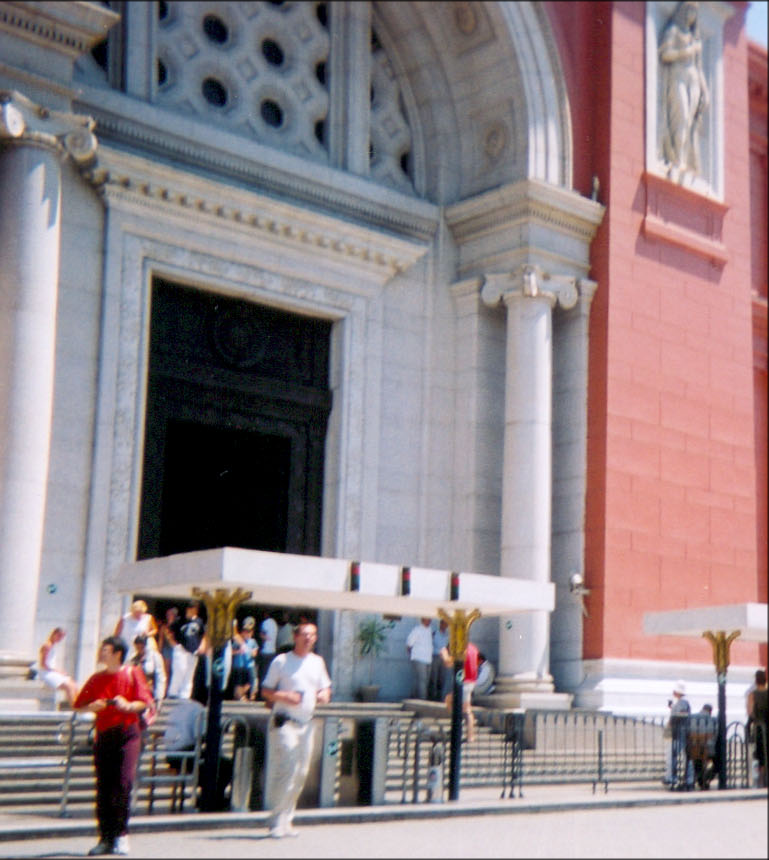
Entrada al Museu.

El Museu d'Antiguitats Egípcies o Museu Egipci, conegut popularment com a «Museu del Caire», és un museu amb uns fons arqueològic egipci de primera magnitud a la ciutat al Caire.
És el museu egipci més important del món pel nombre i la qualitat de les seves colleccions. Depèn del Consell Suprem d'Antiguitats, organisme governamental encarregat del patrimoni històric del país, i que depèn al seu torn del Ministeri de Cultura. Prop de la porta d'accés oneja la bandera del Consell Suprem, que és blava amb el seu símbol al mig, on s'identifica al deu Ra.
Tot i que els objectes més apreciats són els relacionats amb Tutankhamon (especialment la seva màscara d'or) el museu és ple d'objectes de totes les dinasties, de la més variada natura, des d'objectes d'ús diari a les mòmies de faraons i alts personatges.fi 

## L'edifici del museu

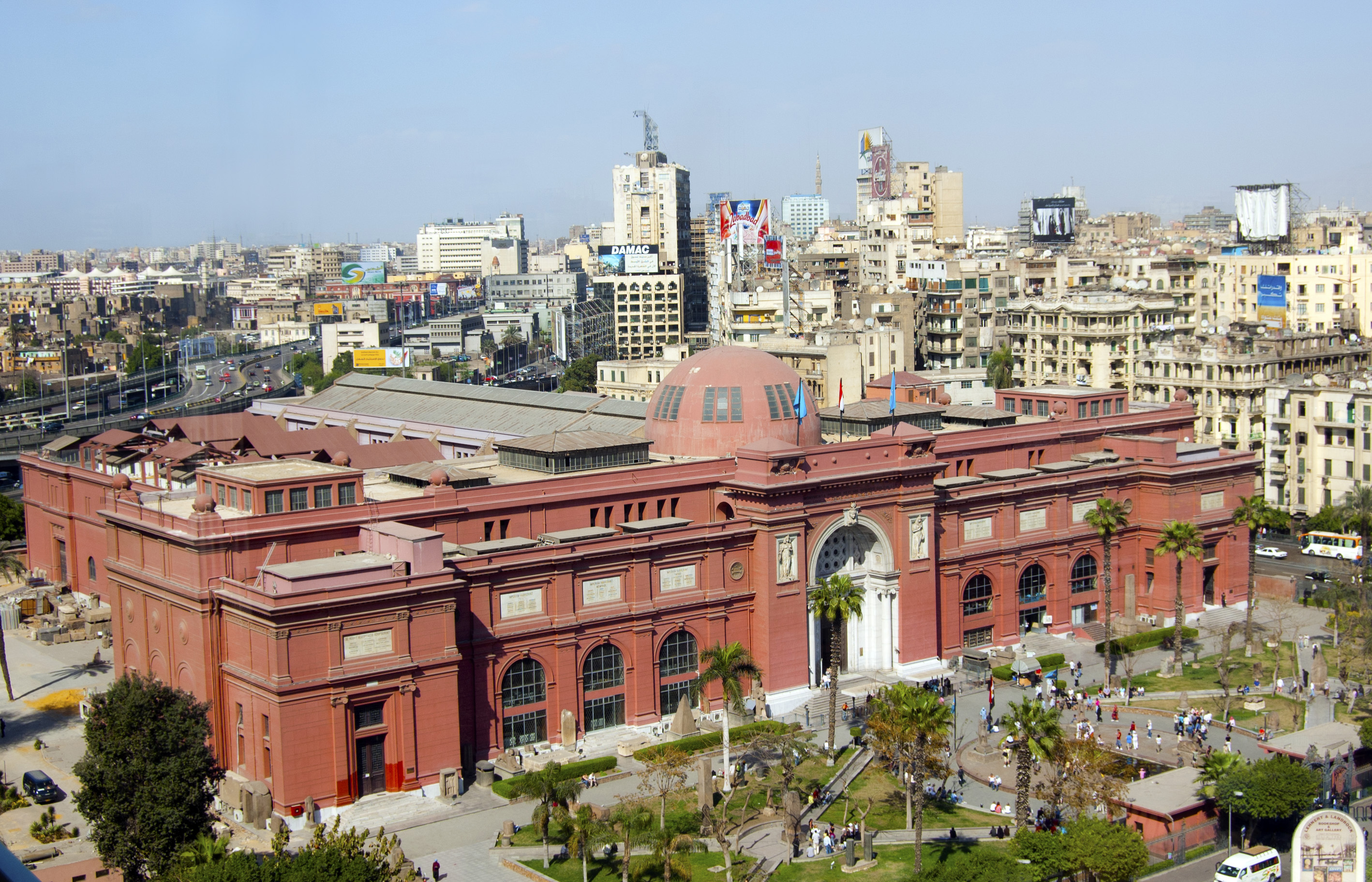
El Museu Egipci.

L'edifici actual va ser dissenyat el 1896 per l'arquitecte francès Marcel Dourgnon. D'estil neo-clàssic, té la planta en forma de "T" per a permetre'n posteriors ampliacions, està dividit en dos pisos dedicats a les sales d'exposició i oberts de cara al públic, i uns soterranis amb l'accés limitat a persones amb una autorització especial i treballadors del museu.
La llum natural entra principalment pels finestrals del primer pis i per les lluernes de vidre dels sostres. La distribució dels objectes exposats i la disposició de les escales, sales i passadissos són pensades per a facilitar l'accés i el desplaçament dels visitants (de principi del segle xx). Al pis inferior hi ha la botiga i les peces més grosses, com sarcòfags, esteles, grans escultures i relleus, totes distribuïdes per èpoques i per temes, i al pis superior (o primer pis) hi ha les exposicions temàtiques i els objectes més delicats, com mòmies reials, manuscrits, objectes de la vida quotidiana, objectes rituals i aixovars funeraris entre d'altres.
Avui l'estrella és l'exposició permanent dels tresors de Tutankamon, al primer pis.
Al pati també s'exposen algunes escultures, esteles i sarcòfags de pedra.

## La col·lecció

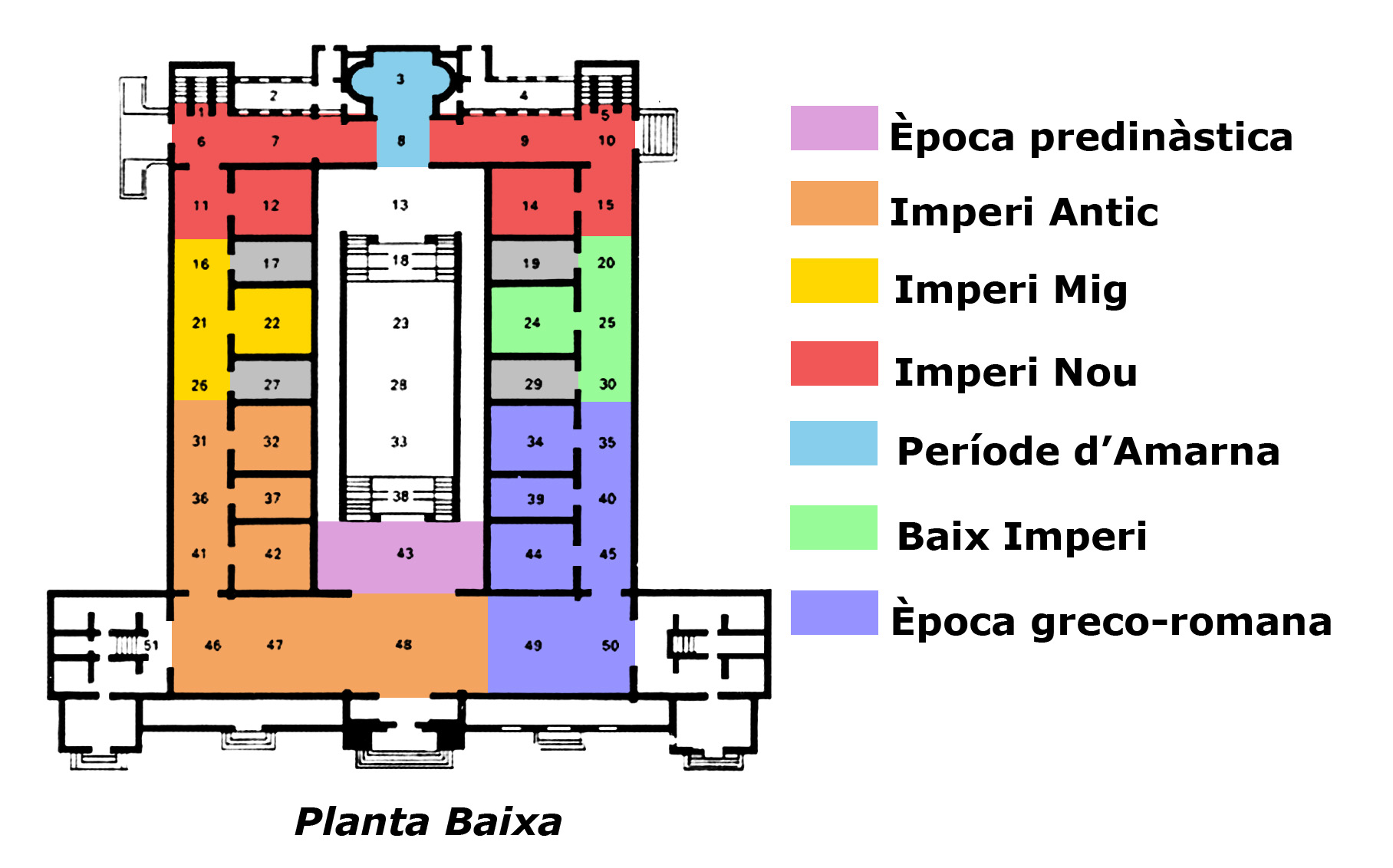
Planta Baixa del Museu Caire.

La col·lecció del museu supera les 120.000 peces exposades (més unes 150.000 als magatzems), totes de diferents èpoques, que abracen uns 5.000 anys de la història d'Egipte (des de la prehistòria i el període predinastic fins a l'època romana, encara que també conté alguna peça d'èpoques posteriors).
Les peces de la planta baixa estan ordenades per èpoques, seguint el sentit de les agulles del rellotge:
1. Període predinàstic: Inclou peces de la prehistòria, de les primeres civilitzacions egípcies i dels primers faraons (Període protodinàstic). D'entre les peces més importants destaca la famosa Paleta de Narmer.
2. Imperi Antic: Les sales contenen objectes i estàtues de les primeres dinasties, de l'època arcaica o tinita i de l'Imperi Antic. Una de les escultures principals és la del faraó Khefren.
3. Imperi Mitjà: Inclou peces del Primer període intermedi, de les dinasties de l'Imperi Mitjà i del Segon període intermedi.
4. Imperi Nou: S'exposen objectes de les dinasties XVIII, XIX i XX. També inclou una secció especial de l'època d'Amarna (durant la dinastia XVIII).
5. Baix Imperi: Les sales contenen peces del Tercer període intermedi i de l'època persa, també coneguda com a "Baix Imperi" o "Període tardà", abraçant les dinasties des de la XXI a la XXXI.
6. Època grecoromana: des de la conquesta d'Alexandre Magne, passant pel regnat de la dinastia ptolemaica fins a l'època en què l'Antic Egipte passà a ser una província de l'Imperi Romà.

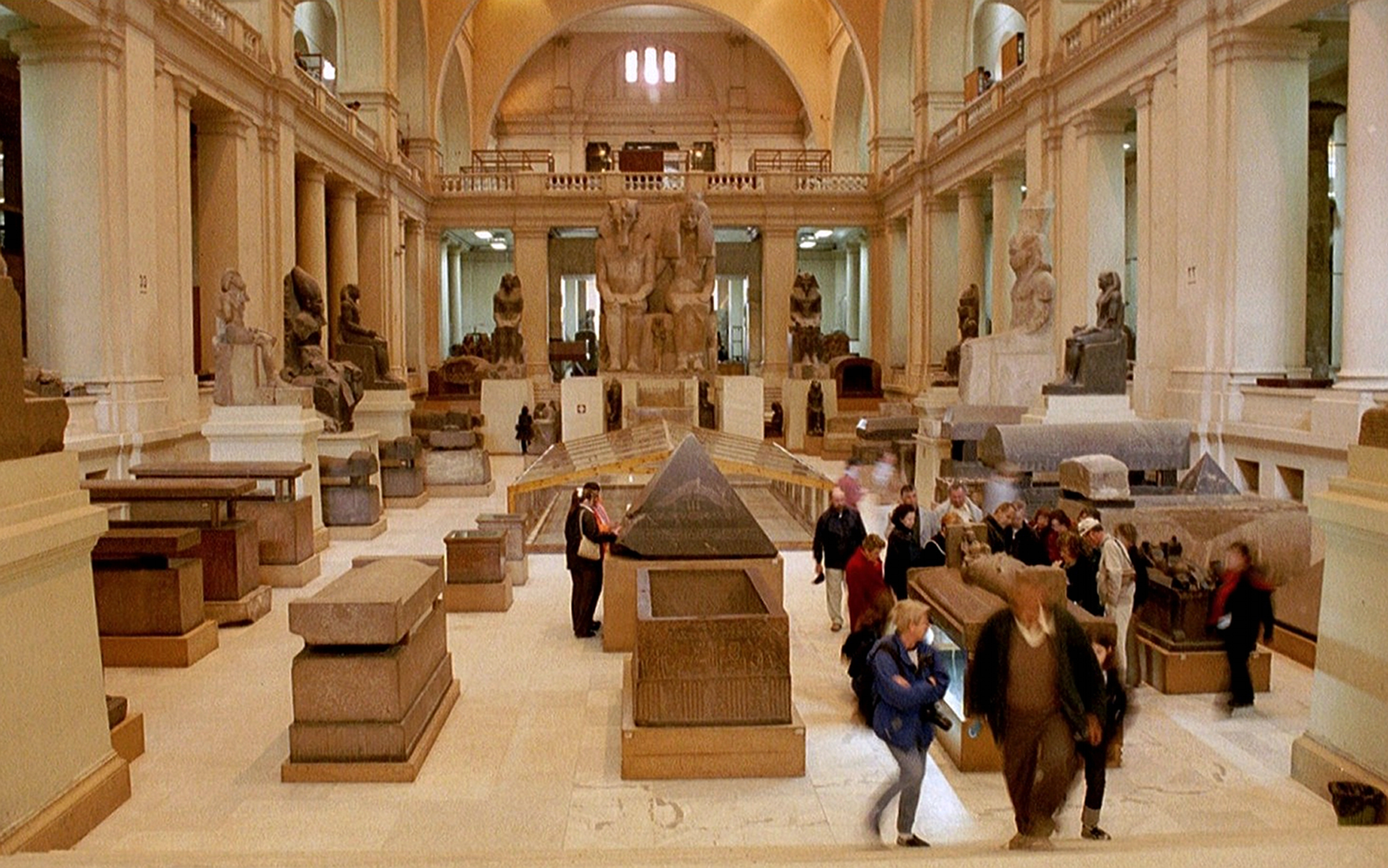
Sala central de la planta baixa (en blanc al plànol).

La sala central conté les peces més grans, incloses diverses escultures senceres i busts de faraons entre les quals destaca una escultura doble colossal d'Amenofis III i la seva dona, la reina Tiy (dinastia XVIII), uns quants sarcòfags de pedra i uns piramidons.

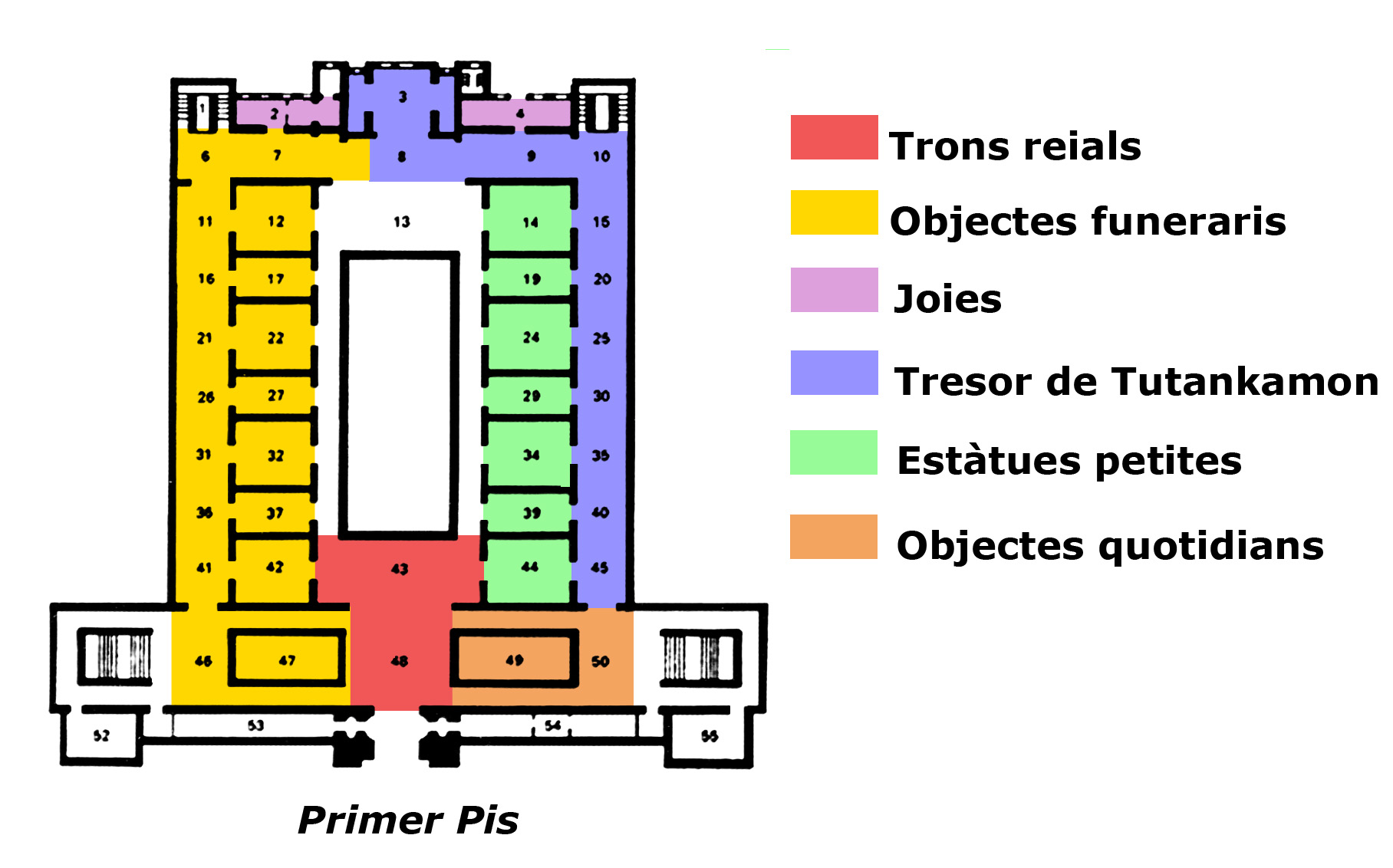
Primer Pis del Museu Caire.

Les peces del primer pis estan ordenades de forma temàtica, excepte el tresor de Tutankamon (vegeu KV62 i Tutankamon per a més informació), que té bona part de l'ala dreta d'aquesta planta del museu assignada. La part central està oberta al pis de baix, amb unes baranes que l'envolten, com si es tractés d'una balconada, i que permeten veure les grans escultures de la sala central des d'una altra perspectiva. Les àrees principals del pis superior són:
- Trons reials: acompanyats de vasos d'alabastre egipci, carros de guerra o caça, algun sarcòfag antropomorf daurat (i/o d'or),
- Objectes funeraris: inclou uixebtis, estàtues petites (en general de no més d'un metre d'alçada), trossos de murals de les tombes, alguns papirs, ...
- Joies: conté grans obres de l'orfebreria de l'Antic Egipte, amb algunes màscares funeràries, braçalets, collars, etc., tot fet a partir de pedres precioses o semiprecioses i metalls nobles, destacant l'ús de l'or. La majoria de peces es van trobar en aixovars funeraris i guarnint les mòmies dels seus propietaris.
- Estàtues petites: diversos tipus d'estàtues i escultures, i d'altres objectes similars.
- Objectes quotidians: inclou una mostra d'objectes poc coneguts, curiosos i molt descriptius de la sofisticació cultural, científica i tècnica de l'Antic Egipte.
- El tresor de Tutankamon: inclou quasi tots els objectes que es van trobar a la tomba, des de les joies, les sabates i els bastons del faraó, fins als sarcòfags, capelles, teixits, estàtues, trons, carros i, per sobre de tot, la famosa màscara funerària, símbol internacional de l'Antic Egipte, d'onze quilos de pes i feta d'or, obsidiana, cornalina, turquesa, quars, vidre i lapislàtzuli, a la sala del fons.

El museu també té una bona col·lecció de monedes, de papirs i d'escarabats sagrats, a part d'un considerable arxiu fotogràfic i una extensa biblioteca. Cal destacar també la col·lecció de mòmies del museu, amb mòmies de faraons, reines, prínceps i princeses, nobles, sacerdots, ... i la sala de les mòmies reials (Royal Mummies Hall, nom original en anglès), amb una entrada a part d'unes 100 lliures egípcies, amb algunes de les mòmies que es van trobar a l'amagatall de Deir el-Bahari i alguns instruments i objectes emprats en el procés de momificació.

## El museu infantil
El 2010 es va inuaugurar una nova secció al museu dedicada exclusivament als nens. Engloba i millora les anteriors iniciatives del museu dedicades als nens en un únic espai. Amb el nom de museu infantil inclou una recreació dels monuments i de la història de l'Antic Egipte amb peces de Lego. El museu infantil està enfocat a les escoles i als grups infantils i juvenils de forma didàctica i fomenta la participació dels nens en l'exposició. Està preparat també per a acollir nens amb discapacitats.

## Una mica d'història

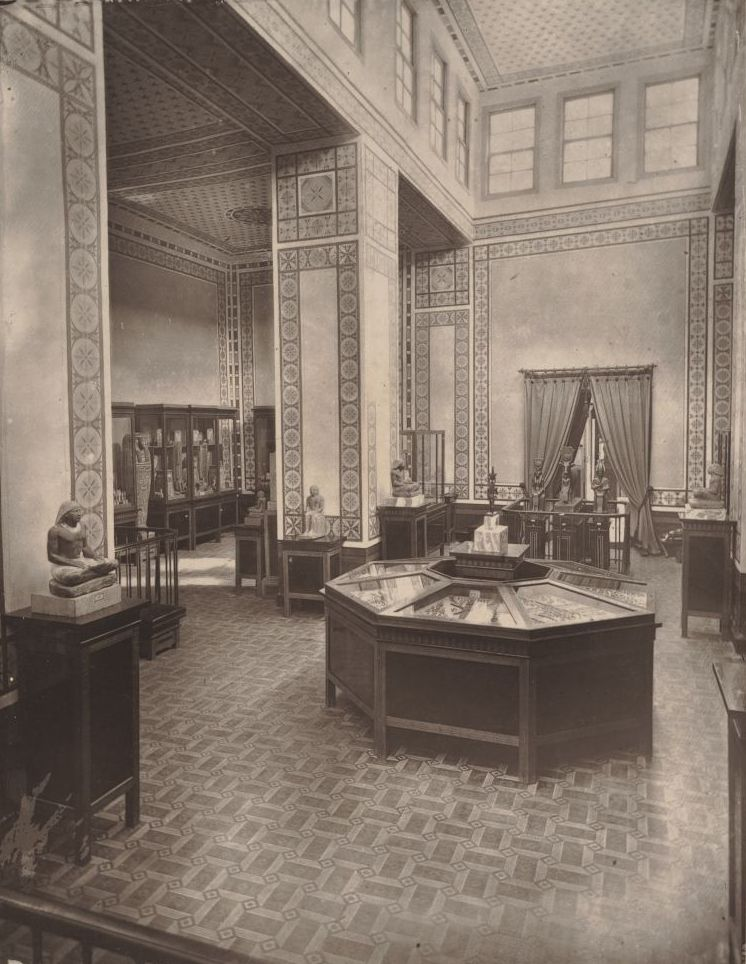
El Museu de Bulaq el 1872, part central de la sala principal.

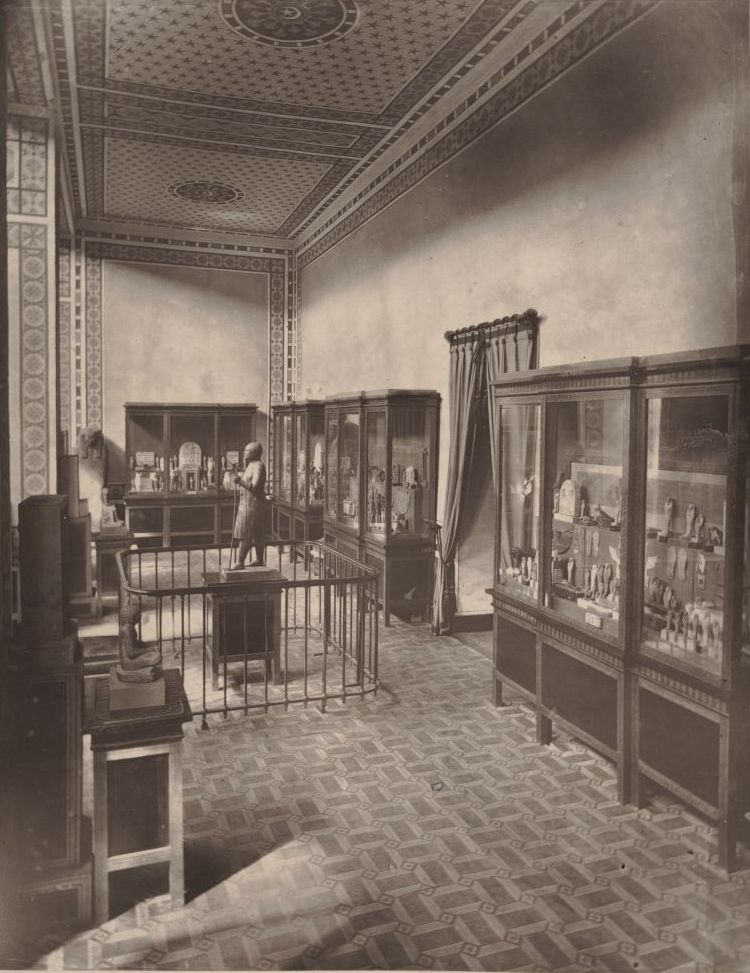
El Museu de Bulaq el 1872, fons de la sala principal.

Amb la fundació del "Service des Antiquités de l'Egypte" (predecessor del Consell Suprem d'Antiguitats) el 1835, organisme creat per a protegir els tresors de l'Antic Egipte, el govern egipci va començar a recollir i recuperar objectes prehistòrics i de l'Egipte faraònic. A falta d'un lloc on emmagatzemar-los, aquests objectes es van guardar en un petit edifici del parc Esbekiah (Ciutat del Caire), poc després es van haver de traslladar a la Fortalesa de Saladí. El 1855, el governador Abbàs Paixà va regalar la col·lecció a Maximilià d'Àustria. El 1858 Auguste Mariette, va ser nomenat Conservador dels Monuments Egipcis pel governador Ismaïl Paixà, va aconseguir fons del govern i el mateix any inaugurà un museu al barri de Bulaq, que també dirigiria. Des d'aquesta posició va dur a terme diverses campanyes d'exploració, excavació i recuperació de monuments i de tresors arreu del país, els objectes que no es quedaven al seu lloc d'origen es traslladarien al museu, que ràpidament amplià la col·lecció amb peces de totes les èpoques. El 1878 el museu va patir una greu inundació i molts dels escrits i dibuixos de Mariette es van perdre i la col·lecció del museu es van traslladar al palau de Paixà a Guiza, que va fer durant un temps de museu - magatzem. La primavera del 1880 Mariette, que patia una greu diabetis, prematurament envellit i pràcticament cec a causa de la malaltia, va fer venir Gaston Maspero perquè el substituís, el gener de l'any següent va morir a Bulaq, els egipcis li van dedicar una escultura i el van enterrar dins d'un sarcòfag, ambdós estan instal·lats avui al pati del Museu Egipci.
Maspero va seguir l'obra de Mariette tant en el "Service des Antiquités" com en el museu de Bulaq, va ampliar les excavacions de Mariette, va començar a restaurar alguns monuments i va incrementar el nombre de treballadors del museu, també va fundar altres museus arreu del país, va implicar els mateixos egipcis en tot tipus d'activitats arqueològiques i va negociar amb els traficants del mercat negre: veient que era impossible de tallar el tràfic de soca-rel, va intentar controlar-lo, quedant-se les peces de major valor per al museu i seguint el rastre a les que sortien del país. Entre el 1886 i el 1899 Maspero va deixar el càrrec i es van succeir una sèrie de directors, que van intentar frenar la sortida de peces del país, però que no se'n van sortir. El 1899 les autoritats egípcies, desesperades, van demanar a Maspero que tornés a assumir la direcció del "Service" i del museu. El 1912, dos anys abans de jubilar-se, va aconseguir que s'aprovessin una sèrie de lleis per a protegir el patrimoni d'Egipte. El 1902 s'havia inaugurat l'edifici actual a la plaça Tahrir i la col·lecció egípcia, molt augmentada durant la direcció de Maspero, es va traslladar al seu emplaçament definitiu.
El museu depèn ara del nou Ministeri d'Estat per a les Antiguitats (Ministry of State for Antiquities o MSA, nom oficial en anglès), creat el gener del 2011 per Hosni Mubarak com a ministeri independent a partir de l'antic Consell Suprem d'Antiguitats (que depenia del Ministeri de Cultura).

### El Gran Museu Egipci[6]
S'està acabant de construir un museu nou, amb una superfície de 165.000 metres quadrats, a la zona de Guiza, a uns dos quilòmetres cap al nord de les famoses piràmides. L'han batejat amb el nom de Gran Museu Egipci (Grand Egyptian Museum o GEM, nom oficial en anglès), tot i que també es coneix com a Museu de Guiza. La construcció d'un nou museu es va plantejar el 1992, les obres van començar el gener del 2002 i està previst que s'obri al públic el mes de març del 2015, tot i que ja hi ha hagut diversos endarreriments i és possible que la situació actual a Egipte provoqui que es torni a posposar la inauguració.
El disseny es va decidir mitjançant un concurs arquitectònic pel qual es van presentar 1557 projectes de 82 països diferents resultant el concurs arquitectònic més gran de la història. Després d'una segona fase de selecció van quedar només 20 concursants entre els quals es va triar el guanyador, l'estudi d'arquitectura irlandès Heneghan Peng. El pressupost és de 550 milions de dòlars, 300 dels quals provenen de fons japonesos i la resta del Consell Suprem d'Antiguitats (uns 100 milions), de donacions privades i de fons internacionals. El museu disposarà de les últimes tecnologies, tant per als visitants com per als tècnics i científics del museu, de zones interactives inclosa una zona dedicada als nens, d'un centre de convencions, d'un centre d'investigació i d'ensenyament i també serà el centre d'una xarxa de museus d'arreu, per a promoure el contacte i els intercanvis entre els museus nacionals i els internacionals. També està prevista la creació de jardins, de restaurants i zones de descans, la majoria de caràcter temàtic a l'exterior del museu, així com una gran zona (al nord) dedicada principalment al turisme i als centres de negocis que inclourà hotels, balnearis i centres comercials entre d'altres, que cobriran una superfície total d'uns 4 milions de metres quadrats.
L'agost del 2005 es va traslladar una estàtua de granit vermell de Ramsès II, trobada el 1820 al Gran Temple de Ptah de Mit-Rahina (Saqqara), des de la plaça que du el seu nom al centre del Caire, on estava instal·lada des de feia 50 anys, fins a la futura entrada del GEM. L'estàtua té uns 3.200 anys, fa 11 metres d'alçada i pesa unes 83 tones, quan la van trobar estava trencada en sis trossos, es va restaurar i posar sobre un pedestal modern el 1954. Per a moure-la es van emprar les últimes tecnologies i es va assajar primer amb una rèplica d'escala real.
Quan s'inauguri el Museu de Guiza, el museu actual de la plaça Tahrir no tancarà, continuarà mantenint una col·lecció permanent de peces de l'antic Egipte en exposició i servirà de complement del nou.
Els motius que van dur a la construcció d'un nou museu són varis, però destaquen:
1. La manca d'espai: tant de les zones d'exposició com el magatzem del museu s'han quedat petits, hi ha moltes peces que no poden ser exposades i els magatzems estan plens. Existeixen diversos magatzems arreu d'Egipte amb peces de diverses èpoques i de diversa importància que necessiten una millor conservació i una zona d'exposició. Els visitants del museu no disposen de prou espai per circular i per a veure els objectes els dies de major afluència de turistes, i l'aire s'enrareix i els gasos perjudiquen les antiguitats.
2. La seguretat i la prevenció: el museu no disposa de prou mesures de seguretat per a evitar robatoris, tampoc disposa de suficients mesures de prevenció de danys, com incendis, humitats i d'altres, necessitaria una renovació molt important i s'hauria de modificar arquitectònicament, fet que obligaria a tancar el museu (sencer o per seccions) i les pèrdues econòmiques no ho compensen.
3. La situació: està al centre de la ciutat i el trànsit i la dificultat d'accés i d'aparcament en una ciutat immensa i amb uns 18 milions d'habitants fan que el nombre de visitants pugui millorar situant-lo a una zona com la de Guiza, de visita obligada pels turistes, molt menys poblada i amb facilitats d'aparcament. També es simplificarà el muntatge d'exposicions temporals, trasllat d'objectes, etc.
4. La renovació de les instal·lacions: Des de les vitrines fins a les sales de conservació i d'investigació, quasi tot necessita millores i més espai.

#### La Revolució Egípcia del 2011

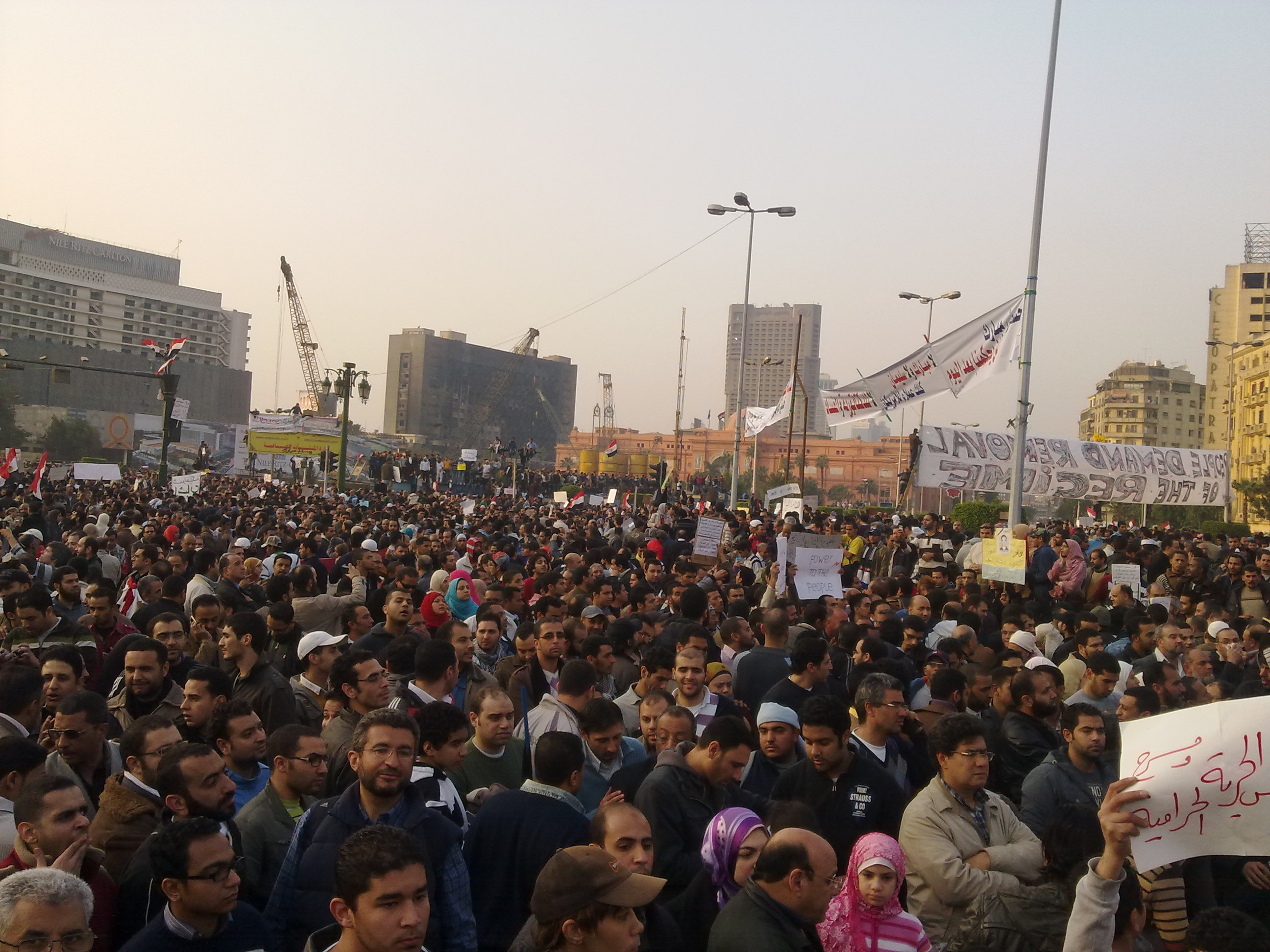
Protestes a la plaça Tahrir. Al fons la seu del PND cremada i el Museu Egipci (edifici vermellós). 1-2-2011.

L'epicentre de les protestes de la revolució i els disturbis, durant els mesos de gener i febrer del 2011, van tenir lloc sobretot a la plaça Tahrir i els carrers del voltant. El museu està situat en una cantonada d'aquesta plaça i en va patir les conseqüències:
- Aquells dies es van declarar diversos incendis al voltant de la plaça Tahrir, l'1 de febrer un dels incendis destruí la seu del Partit Nacional Democràtic (PND), situada al costat del museu, el foc arribà al museu però només afectà el mur exterior i una petita part del pati.
- Segons l'antic director, Tarik Al-Awadi, els serveis secrets de Hosni Mubarak hi van instal·lar un centre de comanament, i el 9 de març la policia militar va muntar unes sales de tortura provisionals als soterranis del museu, fet que violaria els tractats internacionals.[15]
- Durant les manifestacions a la plaça, la nit del 28 de gener, uns assaltants van entrar al museu per la lluerna del sostre, despenjant-se amb cordes. Van destrossar un parell de mòmies (després es va dir que no es tractava de mòmies autèntiques sinó de cranis moderns emprats en alguns tests de laboratori) i diverses vitrines i d'altres objectes. També se'n van endur diverses peces, les més importants pertanyents a la dinastia XVIII, i algunes d'elles de l'aixovar funerari de Tutankamon, encara que n'hi havia alguna de l'Imperi Antic i uns quants amulets d'època ptolemaica. Alguns dels objectes i parts d'alguns objectes trencats es van trobar escampats pel museu, i també se'n van recuperar d'altres al pati del museu i fins i tot al metro del Caire, peces que els saquejadors havien abandonat o perdut en la fugida. Segons informacions de l'època, els saquejadors van començar entrant la botiga del museu robant-ne rèpliques turístiques i destrossant-la. Els lladres van ser presos uns quants dies més tard i condemnats a penes de 15 anys de presó. La majoria dels objectes es van anar recuperant de diverses fonts, algunes d'anònimes, d'altres mitjançant intermediaris, etc., durant els mesos següents.[16][17]
- A part del Museu Egipci del Caire, també es van assaltar, a vegades a punta de pistola (o altre armament) i amb cavalls o camells, diversos museus d'arreu del país, la nova Biblioteca d'Alexandria, la Necròpolis Tebana, els temples de la ciutat de Luxor (antiga Tebes), diversos dipòsits i magatzems del Consell Suprem d'Antiguitats, les grans necròpolis (Guiza, Saqqara, ...) i nombroses excavacions i jaciments arqueològics. També es van produir diversos actes de vandalisme i es va aprofitar per a construir nous cementiris i habitatges damunt d'antics cementiris i jaciments, etc. La policia i els militars van trigar a reaccionar i molts dels tresor que es van poder salvar va ser sobretot gràcies a la participació espontània de diversos voluntaris civils que van formar grups de vigilància i barreres humanes, i van protegir els monuments. El buit de poder i la caòtica situació del país just abans i després de la dimissió de Mubarak va permetre que els saquejos i la destrucció continuessin durant una bona temporada.[18][19]

## Galeria d'imatges

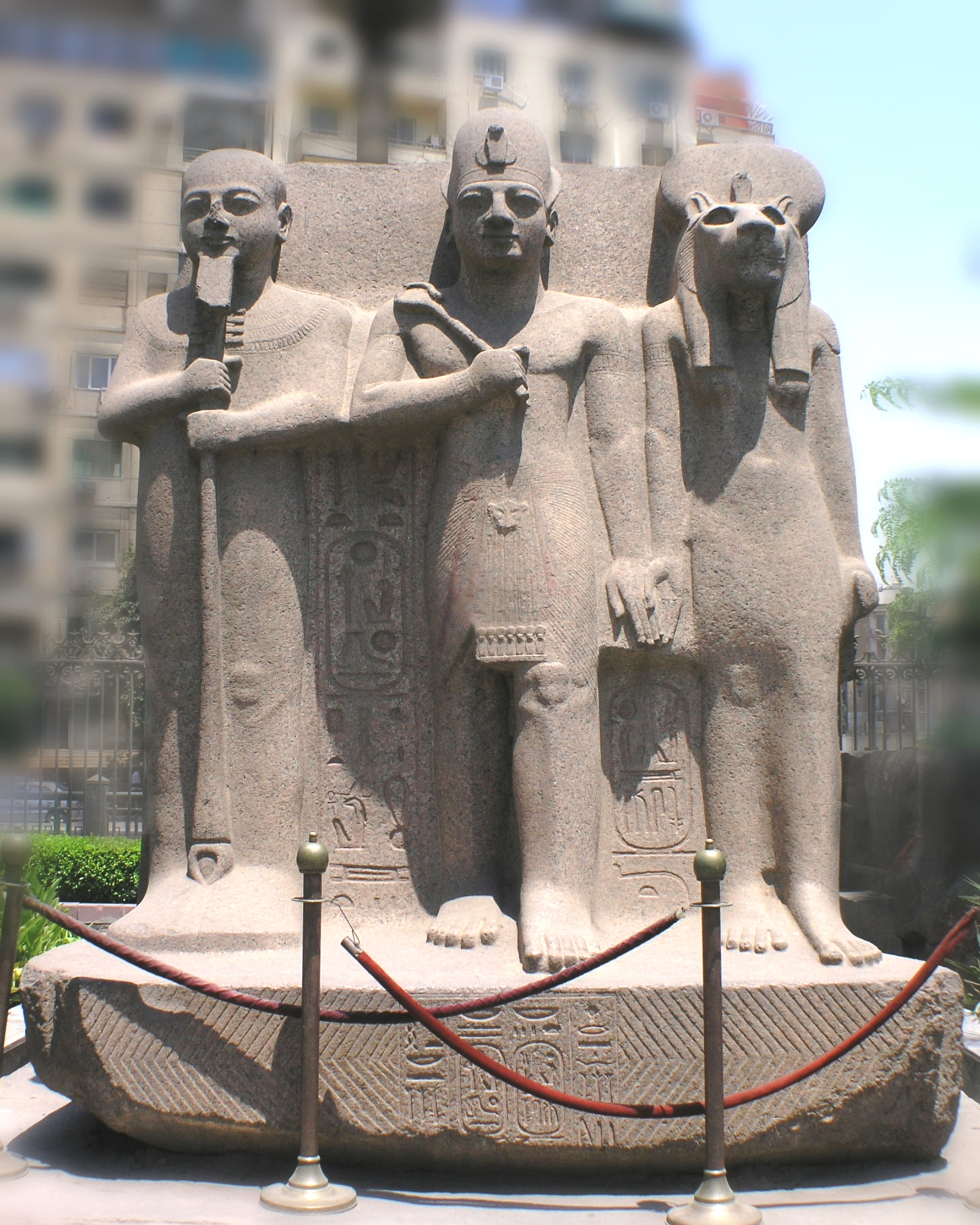
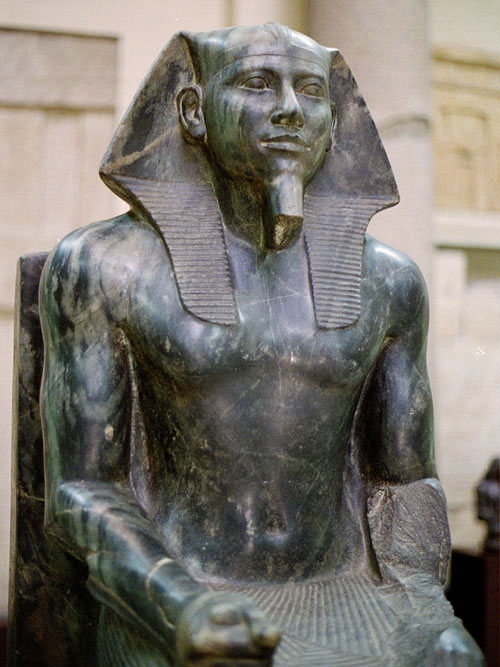
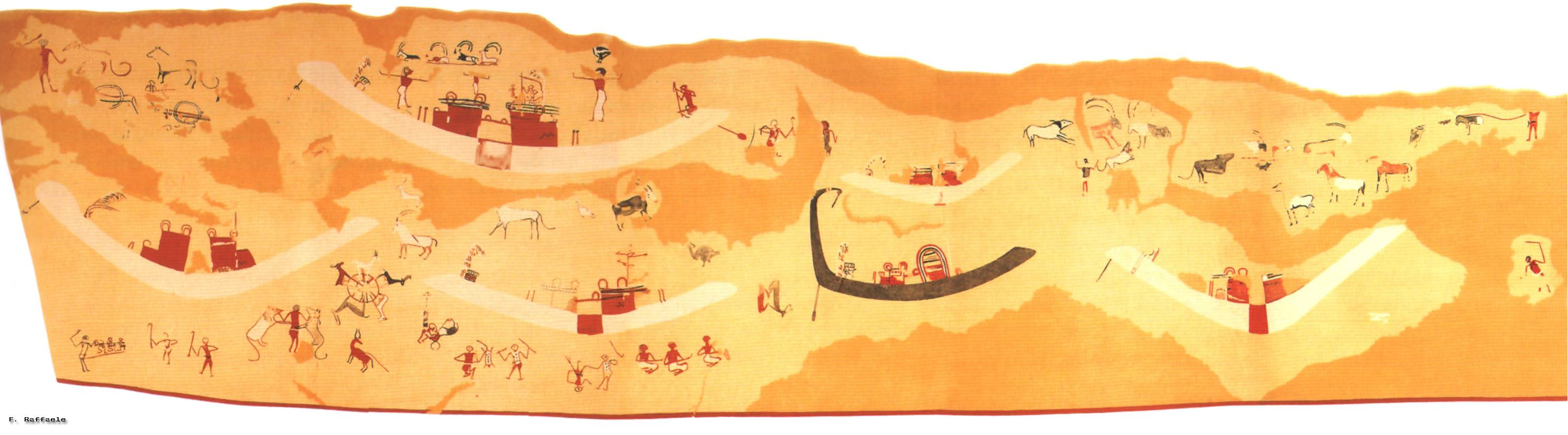
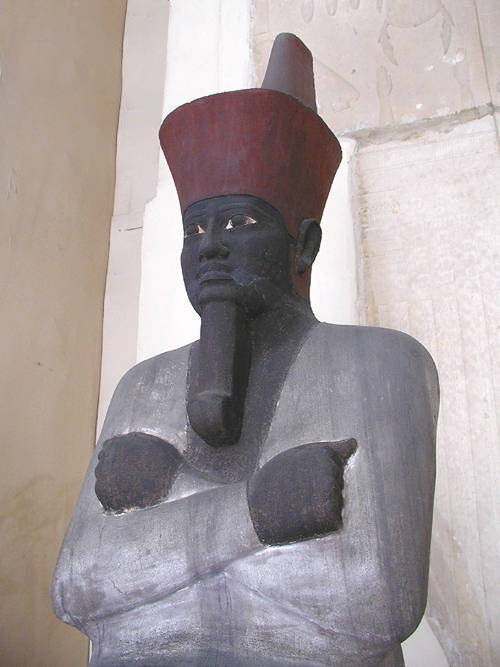
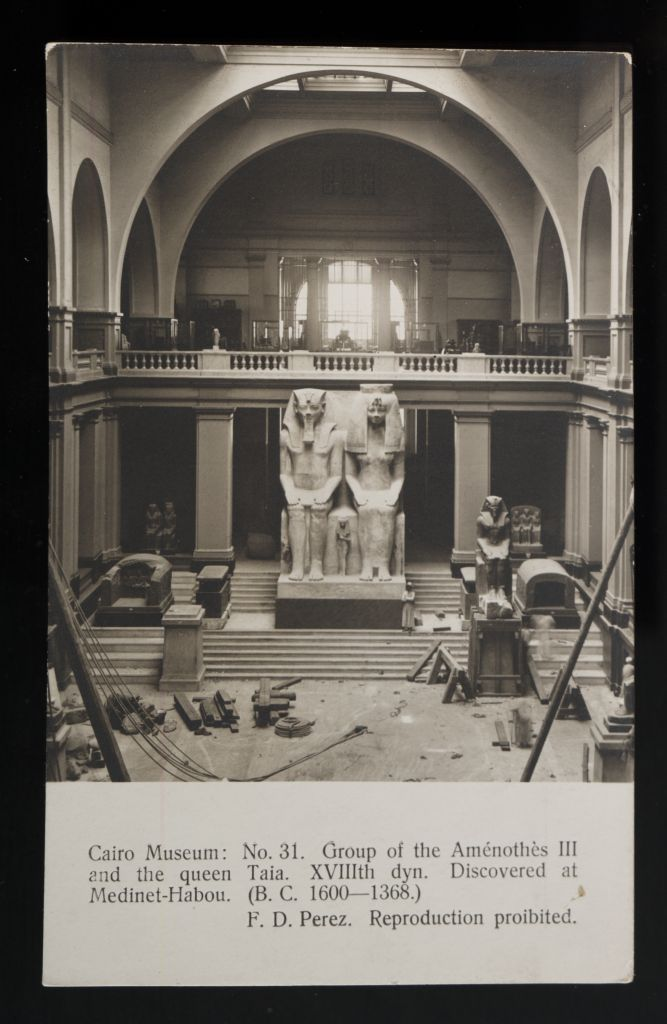
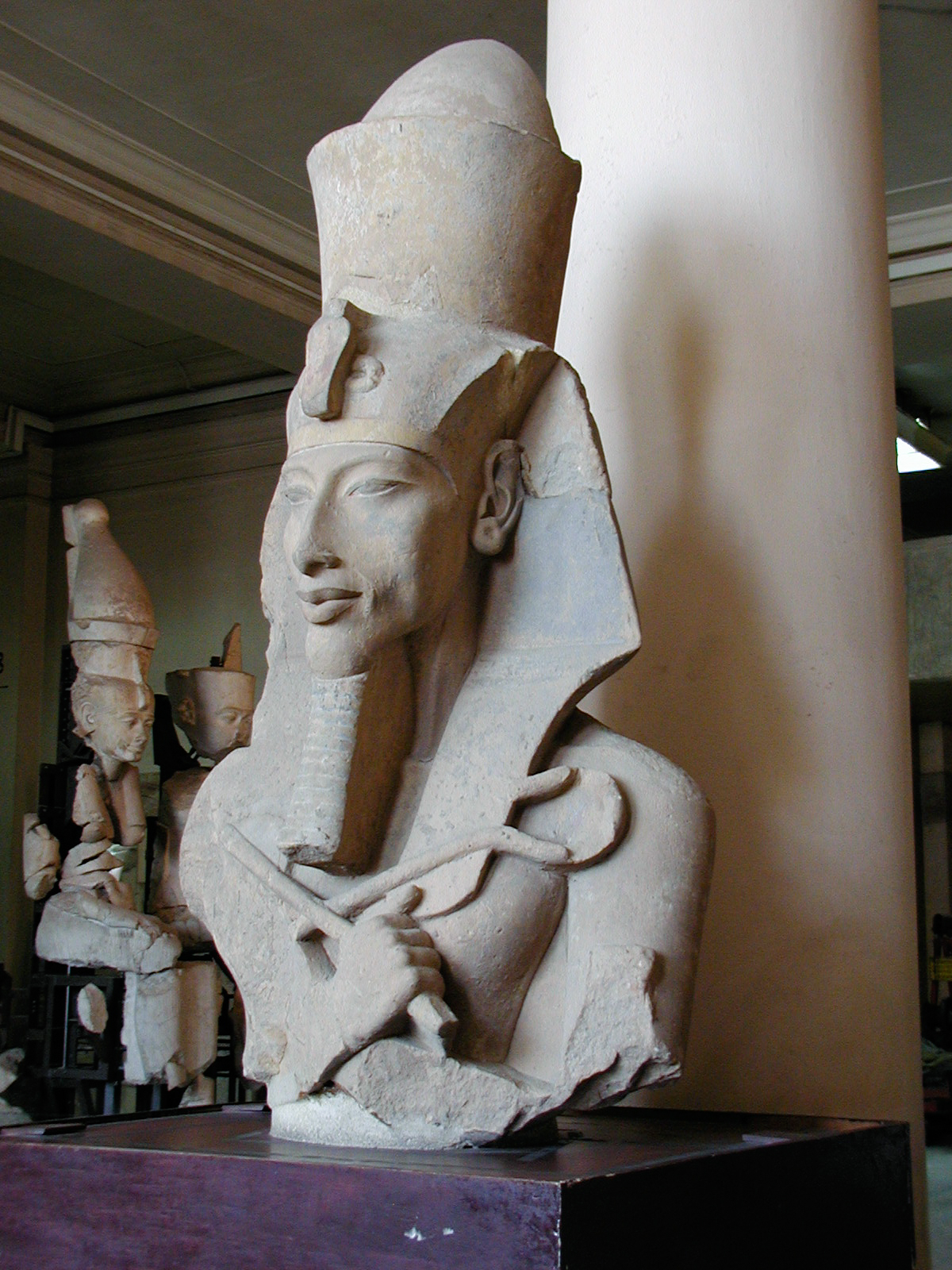
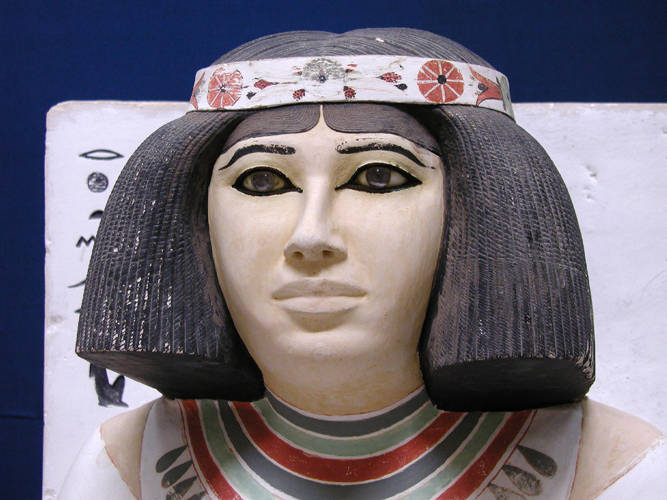
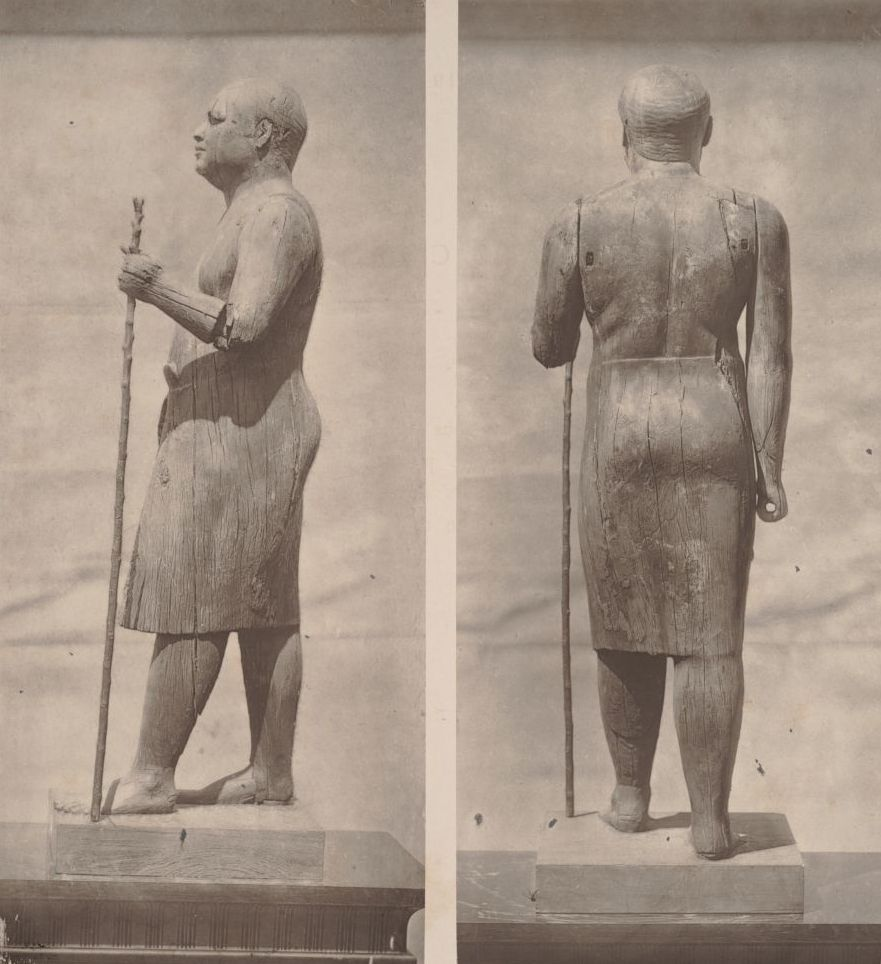
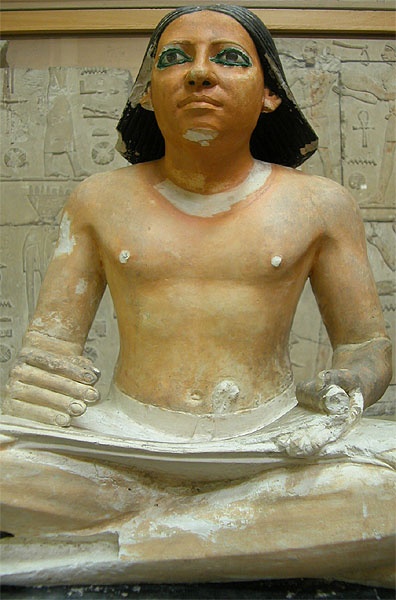
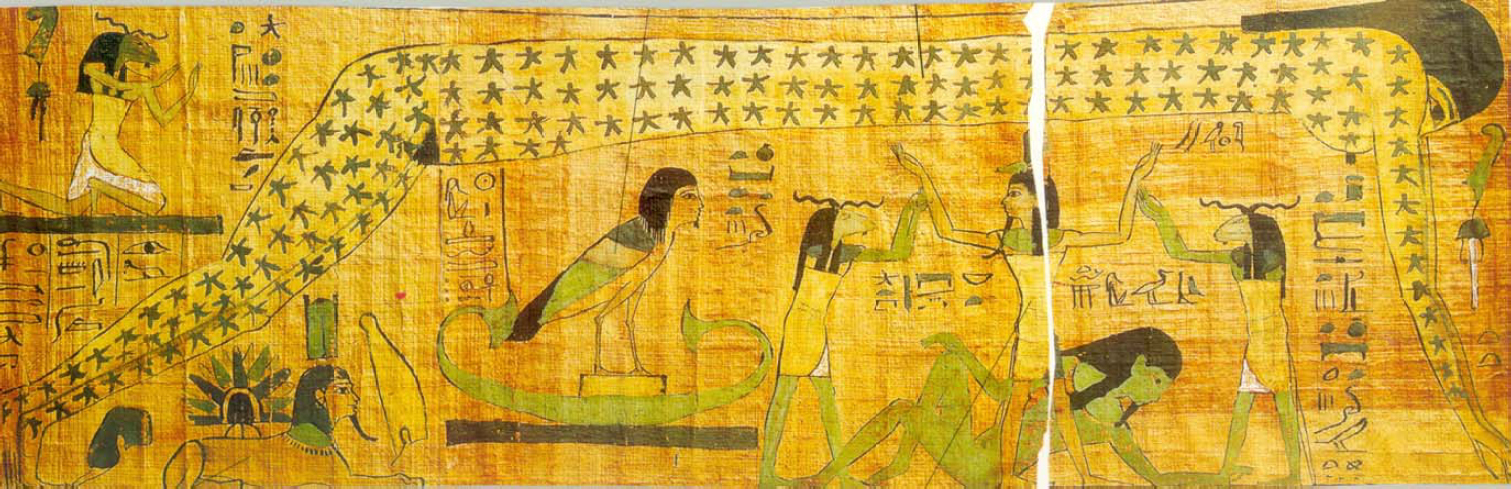
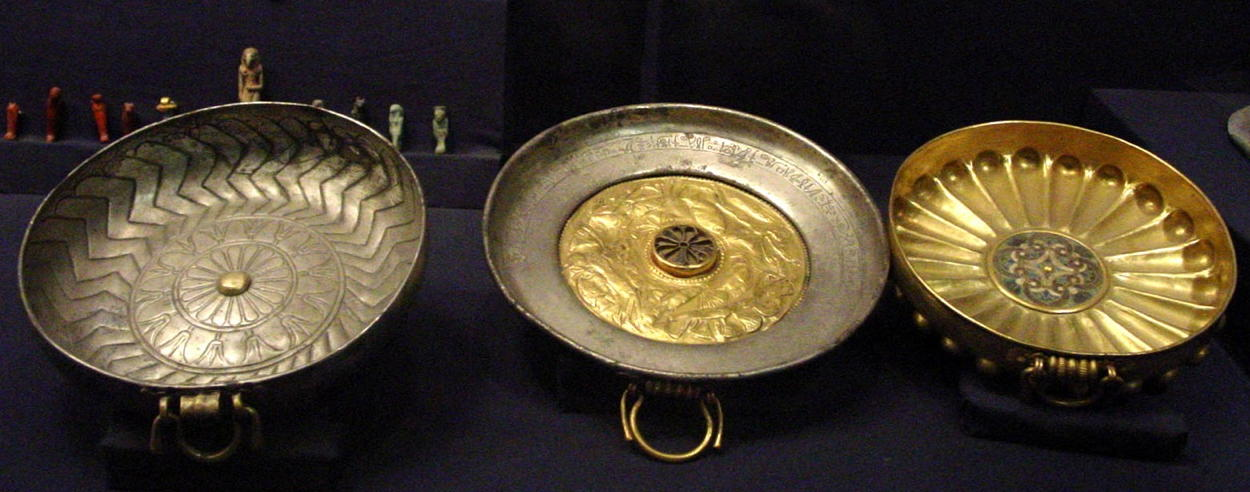
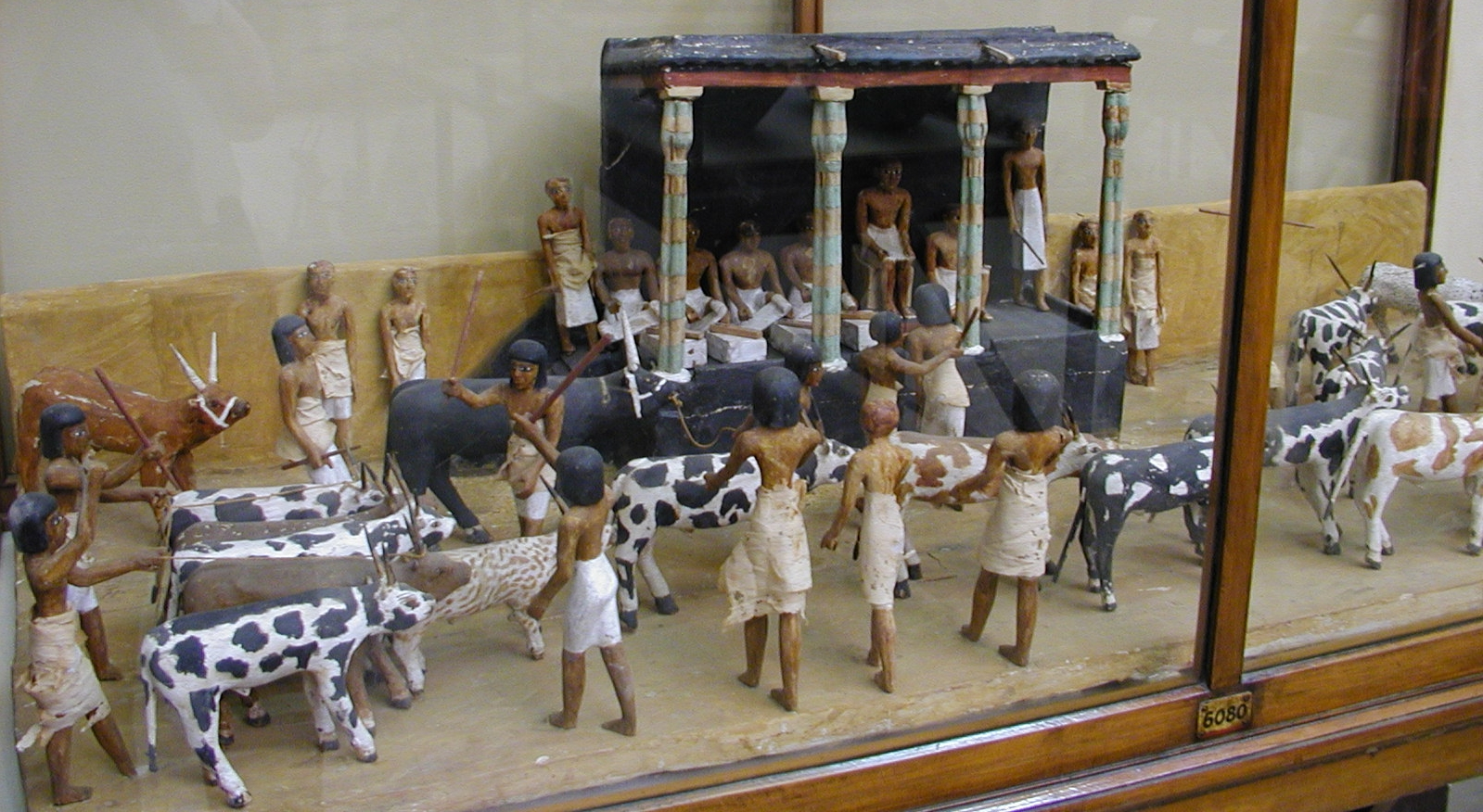
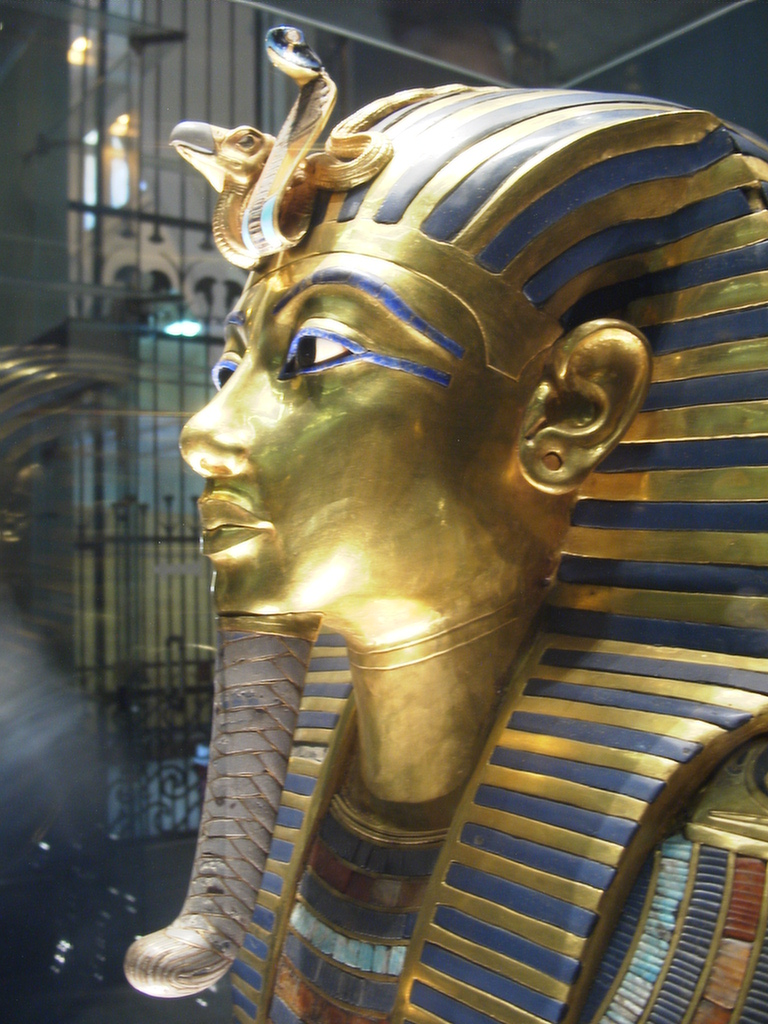
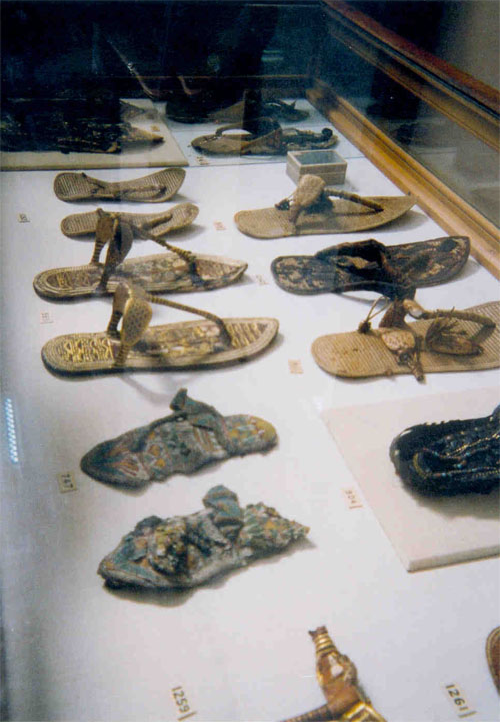
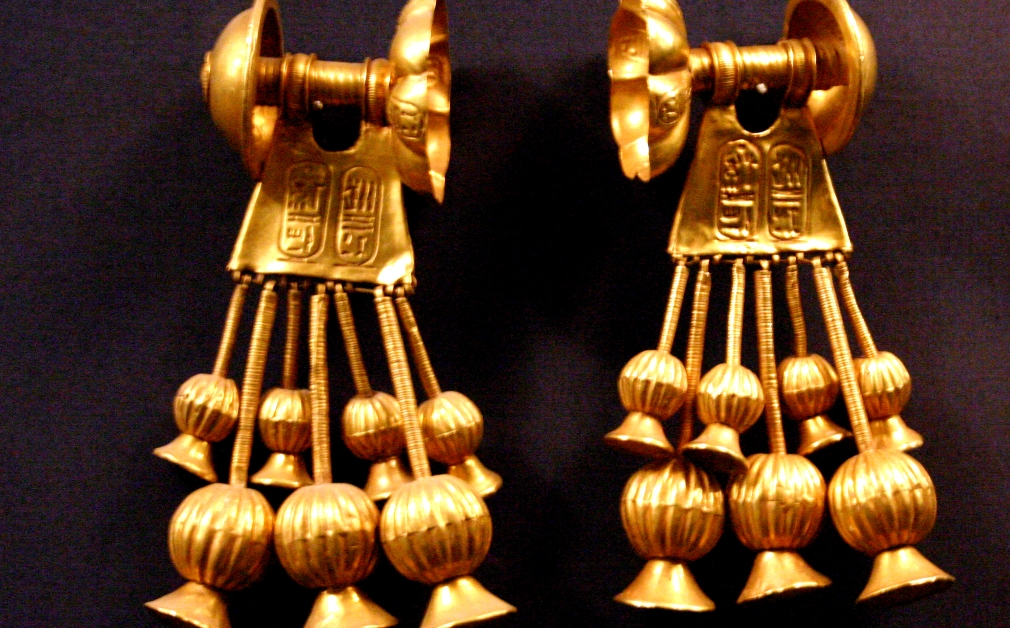
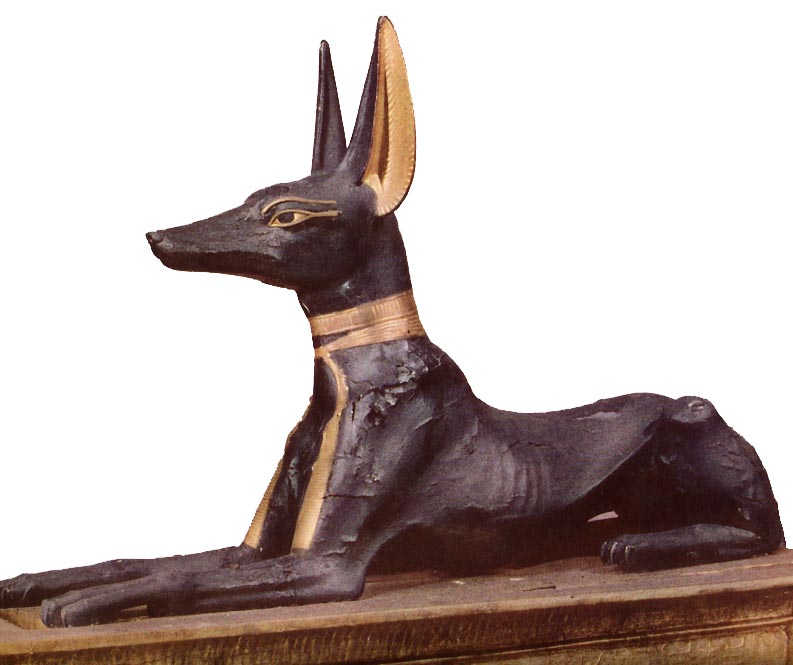
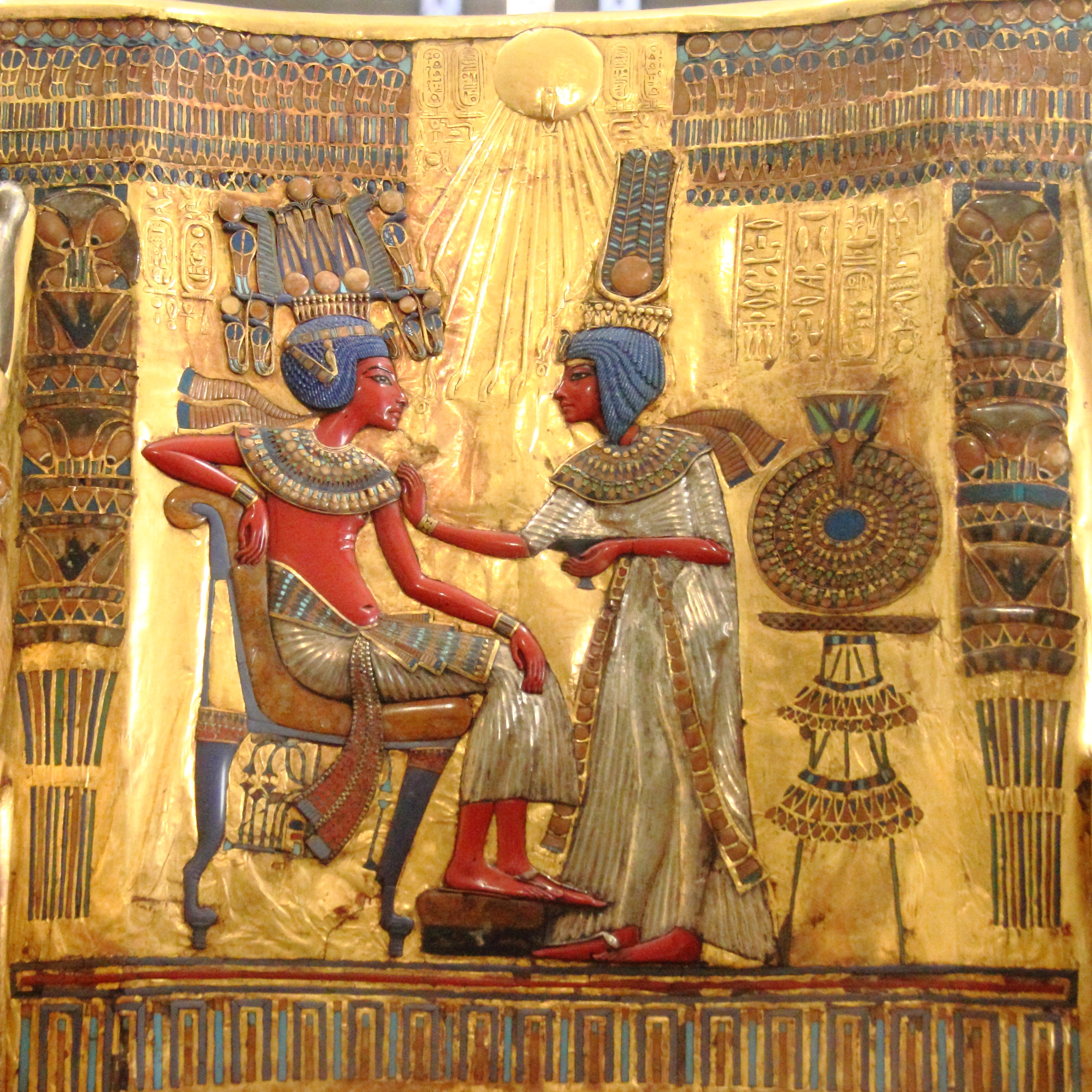
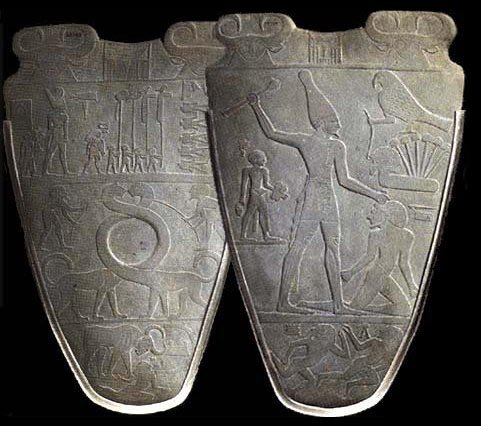
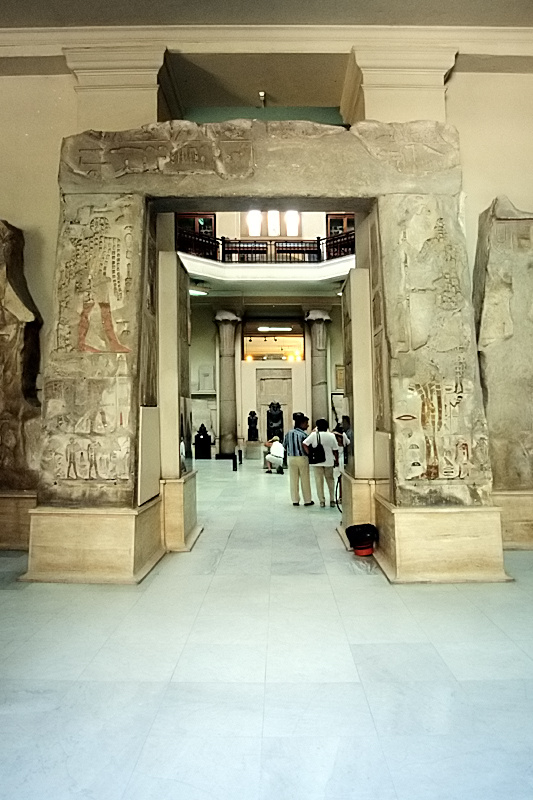
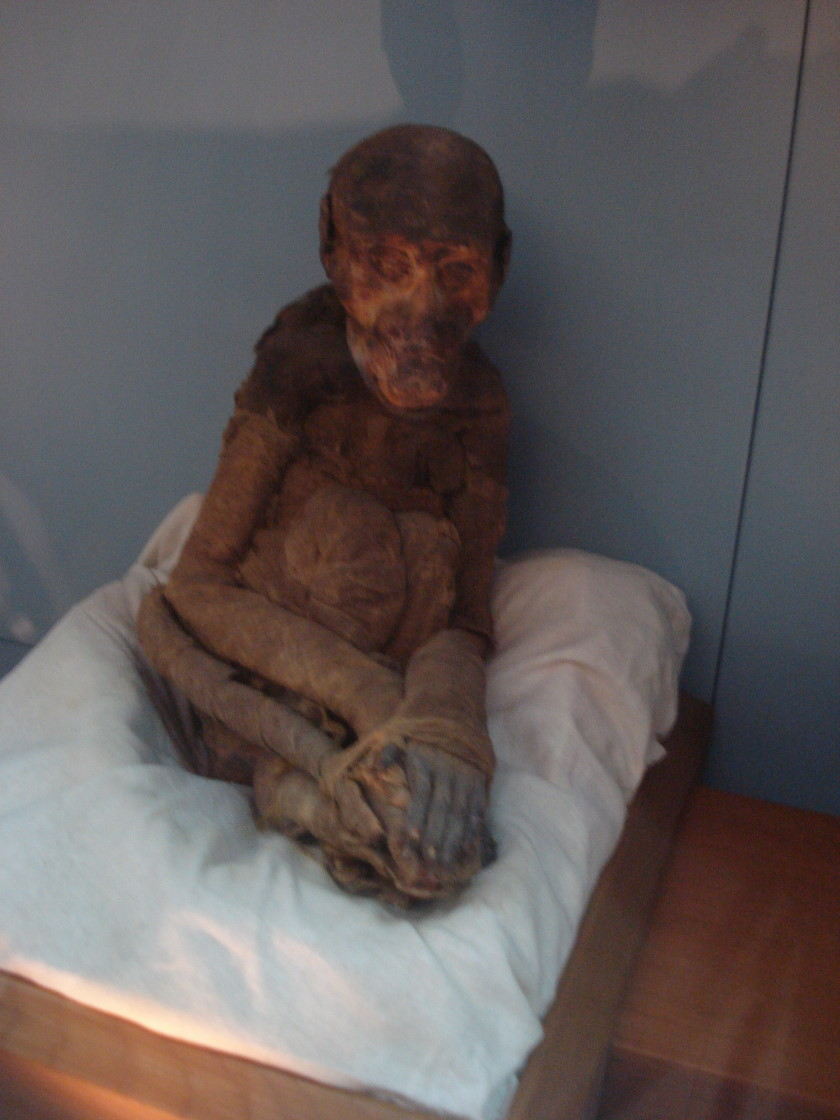

- Ramsès II acompanyat de Ptah i Sekhmet, al pati del museu.
- Estàtua de diorita de Kefren.
- Part d'un fresc de Hieracompolis, aproximadament del 3.500 aC.
- Estàtua de Mentuhotep I (II).
- Escultura colossal d'Amenofis III i la reina Tiy al museu, a principis del s.XX.
- Bust d'Akenaton provinent del temple d'Aton a Karnak.
- Estàtua de Nofret "la bella", parella de la de Rahotep, germanastre de Kheops.
- Escultura de fusta de Ka-aper, de la dinastia V, coneguda com a Sheik el-Beled, l'"Alcalde del Poble".
- Una de les famoses estàtues d'escribes.
- Papir de Djedkhonshufeank, Summe Sacerdot d'Amon i fill de Pinedjem I.
- Copes d'orfebreria d'un general de la dinastia XXI trobades a Tanis.
- Maqueta de fusta policromada de la dinastia XII, trobada a la tomba del djati Meketre (TT280).
- Màscara funerària de Tutankamon.
- Sabates reials.
- Arrecades d'or de Seti II (trobades a la tomba KV56 de la Vall dels Reis).
- Escultura d'Anubis sobre una capella portàtil, peça malmesa pels lladres durant la (primera) revolució del 2011, del tresor de Tutankamon.
- Detall d'un dels trons de Tutankamon, d'or amb incrustacions.
- Paleta de Narmer, possiblement el primer faraó de la primera dinastia, cap al 3.100 aC.
- Relleus de la mastaba número 16 de la necròpolis de Meidum.
- Mico momificat.

## Horaris
El museu obre a les 9 del matí i no tanca fins a les 7 de la tarda. Els divendres tanca a les 2 i durant l'època del ramadà tanca a les 5 tots els dies. El preu de l'entrada és de 60 lliures egípcies. Per a fer fotografies (sense flaix) i vídeos a l'interior de l'edifici s'ha de pagar un suplement, i per a fer fotografies amb flaix es necessita un permís especial.
NOTA: Des dels esdeveniments de principis del 2011 cal confirmar aquest tipus d'informacions amb les agències de viatges, els centres d'informació turística o els guies turístics.